# Olli Schulz und der Hund Marie
Olli Schulz und der Hund Marie war eine deutschsprachige Indie-Rock-Gruppe aus Hamburg. Frontmann und Sänger der Gruppe ist Olli Schulz.

## Geschichte

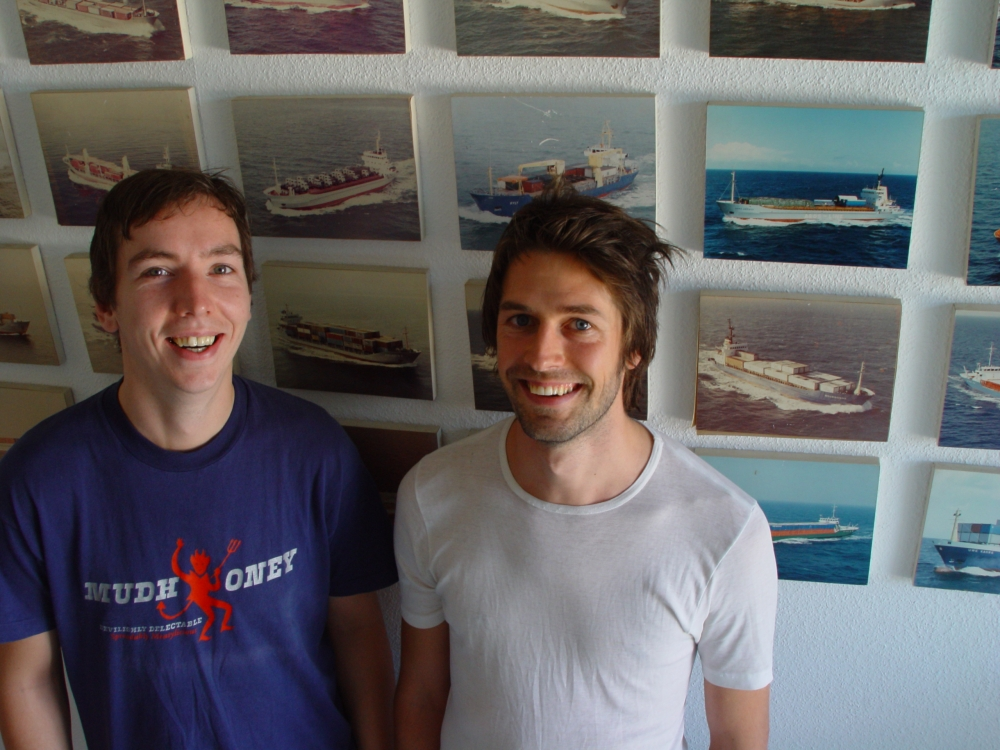
Olli Schulz und Max Schröder

Olli Schulz arbeitete vor seiner Karriere als Musiker bereits als Stagehand für verschiedene nationale und internationale Künstler. Während dieser Zeit schrieb er auch schon selber Songs. Als sein Freund Marcus Wiebusch (Frontmann der Gruppe Kettcar und Mitbesitzer des Labels Grand Hotel van Cleef) diese hörte, bot er Schulz an, auf seinem Label eine Platte herauszubringen. Zusammen mit seinem Freund Max Schröder nahm er dann 2003 die Platte Brichst du mir das Herz, dann brech ich dir die Beine auf. Im gleichen Jahr trat er als Support von Paul Weller auf.
2005 folgte dann das zweite Album mit dem Titel Das beige Album. Typisch für die ersten beiden Platten sind die witzigen bis melancholischen Texte von Schulz.
Für die Aufnahmen zum dritten Studioalbum Warten auf den Bumerang wechselten Olli Schulz und der Hund Marie zum EMI-Label Labels, um aufwändiger produzieren zu können als es beim bisherigen Independent-Label Grand Hotel van Cleef möglich gewesen wäre. Dennoch blieb die Gruppe ihrem Label freundschaftlich und ideell verbunden. Nach Aussage von Olli Schulz ist Warten auf den Bumerang ernsthafter und persönlicher, zudem sei es eine musikalische Weiterentwicklung weg vom Singer-Songwriter-Stil der bisherigen Veröffentlichungen.
Mit diesem Album stießen Dennis Becker (Tomte, Marr) als Bassist und Andre Frahm (Marr, The Dance Inc.) als Schlagzeuger fest zur Band hinzu. Zuvor hatten sie die Gruppe bereits bei Live-Auftritten unterstützt. Auf der Platte zu hören sind auch Mark Tavassol, Pola Roy und Judith Holofernes von der Gruppe Wir sind Helden sowie Arnim Teutoburg-Weiß von den Beatsteaks.
Weiterhin ist im März 2008 die limitierte 7″-Single Ausflug mit Razzia erschienen, die Coverversionen der Hamburger Punkband Razzia enthält.
Da Schröder mit der Band Tomte auf Tour war und zu den Aufnahmen keine Zeit hatte, veröffentlichte Schulz 2009 das Album Es brennt so schön als Solokünstler. Auch spätere Versuche der erneuten Zusammenarbeit kamen nicht zustande. Schulz veröffentlichte mit den Alben SOS – Save Olli Schulz (2012) und Feelings aus der Asche (2015) weitere Soloalben, auch Schröder widmete sich anderen Projekten. Eine Fortsetzung des Zusammenspiels ist ungewiss.

## Diskografie

### Alben
- 2003: Brichst Du mir das Herz, dann brech’ ich Dir die Beine (GHvC)
- 2005: Das beige Album (GHvC)
- 2006: Warten auf den Bumerang (Labels/EMI)

### EPs
- 2004: Unten mit dem King (GHvC)
- 2008: Ausflug mit Razzia (Audiolith)

### Singles
- 2003: Der Moment (GHvC)
- 2005: Dann schlägt dein Herz (GHvC)
- 2005: Jetzt gerade bist Du gut (GHvC)
- 2006: Du hast da was (GHvC)
- 2006: Rückspiegel (Labels/EMI)